# یوکای‌چیبا، چیبا
یوکای‌چیبا، چیبا (به لاتین: Yōkaichiba, Chiba) یک منطقهٔ مسکونی در ژاپن است که در کانتو واقع شده‌است. یوکای‌چیبا ۳۲٬۲۲۷ نفر جمعیت دارد.